# Pablo Valdés Hernández
Pablo Valdés Hernández (Piedras Negras, Coahuila, 1 de febrero de 1913 - Saltillo, 30 de marzo de 1991), fue un compositor mexicano. Sus dos composiciones más célebres son los boleros "Sentencia" y "Conozco a los dos". Consiguió en vida el reconocimiento como compositor, intérprete y poeta.

## Biografía
Pablo Valdés Hernández era el primogénito del licenciado Pablo Valdés Espinosa y María de Jesús Hernández. A temprana edad y por razones de trabajo de su padre, la familia Valdés Hernández se va a radicar a Saltillo en donde el pequeño Pablo cursa la primaria y la secundaria, y ya en los años de preparatoria en el Ateneo Fuente, el joven nigropetense interpreta en veladas y serenatas, sus propias composiciones, además de otras.
Finalizando su bachillerato, se traslada a San Luis Potosí para continuar la carrera de jurisprudencia, más por complacer a su padre, que por convicción propia. En esa ciudad
potosina se le presenta la oportunidad de actuar ante un público, en el Teatro de la Paz, participando en un concurso de aficionados, al que Agustín Lara convocó, ofreciendo
la cantidad de mil pesos a quien mejor lo imitara, y fue precisamente Pablo quien obtuvo el triunfo.
Dos años después de iniciar sus estudios de leyes, determina cuál es su verdadera vocación: la música.
Desde los años 1920, la inspiración romántica había discurrido por muy variados senderos; cada uno de los géneros de moda creó su propio estilo de romanticismo. Ya para esos momentos su música tiene toda la tristeza sensual que llegó a caracterizar al bolero mexicano de la década de los cuarenta.
La nueva generación de compositores encajaba en aquel ambiente capitalino. El cultivo de la poesía romántica es para ellos una necesidad a la que consagran todos los momentos que les deja libres su quehacer cotidiano. Pablo Valdés Hernández ya estaba listo para encabezar aquella generación. Y así fue. Pronto encontró acomodo en el ambiente capitalino. Sus personales ejecuciones pianísticas le fueron abriendo paso en la radio y fue así muchos músicos fueron interpretando sus composiciones.
Más tarde, en 1944, vendrían sus dos composiciones más conocidas: "Sentencia" y "Conozco
a los dos", títulos que le dieron una gran popularidad. Al cambiar los gustos musicales, y no adaptándose a estas nuevas modalidades, regresa a Coahuila, a Monclova y luego se
instala en Saltillo. 
Siguió componiendo de manera ininterrumpida hasta el final de sus días. A su muerte, sus restos fueron trasladados a su ciudad natal y colocados en la cripta familiar al lado de sus padres y algunos de sus hermanos, ubicada en el Panteón Municipal. Cuatro años después, el 15 de junio de 1995 el Republicano Ayuntamiento de Piedras Negras, rinde homenaje a "..quien el sentir de la existencia misma hizo canción", al colocar un busto en la Gran Plaza de los Héroes y dar su nombre a un Paseo en el mismo lugar.